# خوب و بد (فیلم)
خوب و بد (به هندی: Achha Bura) و (به انگلیسی: The Good and the Bad) فیلمی هندی محصول سال ۱۹۸۳ و به کارگردانی هریشیکش موکرجی است. در این فیلم بازیگرانی همچون راج بابار، آنیتا راج، امجد خان، رانجیت و اوتپال دوت ایفای نقش کرده‌اند.